# 江垭水库
江垭水库位于中国湖南省张家界市慈利县江垭镇，澧水一级支流娄水上游。